# Pico del Amor
El Pico Amor es una montaña de 1.380 metros de altitud, situada en la Sierra del Castañar, dentro del sistema de los Montes de Toledo. Se encuentra en la frontera entre la provincia de Ciudad Real y la de Toledo, concretamente entre los términos municipales de Retuerta del Bullaque y Mazarambroz. Pese a estar en una zona limítrofe, el Pico Amor es el punto más alto de la provincia de Ciudad Real, convirtiéndose así en su techo geográfico.
Una gran mole de roca y granito conforma la base. Sus vistas, amplísimas, se abren al Norte desde Gredos a Guadarrama y, más cerca, a las grandes llanuras del Sur de Toledo, costeadas al fondo por la Sierra de Noez y la Sierra de Nambroca, de cumbres entre los 900 y los 1000 metros. Cercanos a este pico, hacia el sur, existen unos riscos innominados, también de gran altura, cuya altitud máxima es de 1.369 m. y los llamados Riscos del Amor, con los que se le suele confundir (1344 m.).
El pico del Amor es accesible para el senderista desde Las Ventas con Peña Aguilera, a través de la finca de La Peralosa. 